# Pugumer See und Umgebung
Der Pugumer See und Umgebung ist ein Naturschutzgebiet in der schleswig-holsteinischen Stadt Glücksburg (Ostsee) im Kreis Schleswig-Flensburg.
Das rund 89 Hektar große Naturschutzgebiet ist unter der Nummer 88 in das Verzeichnis der Naturschutzgebiete des Ministeriums für Energiewende, Landwirtschaft, Umwelt, Natur und Digitalisierung des Landes Schleswig-Holstein eingetragen. Es wurde Anfang 1978 ausgewiesen (Datum der Verordnung: 5. Januar 1978). Am 21. Februar 2017 wurde das Naturschutzgebiet um angrenzende Flächen sowie Teile des westlich angrenzenden Waldes „Friedeholz“ auf 145 Hektar erweitert. Das Naturschutzgebiet ist Bestandteil des FFH-Gebietes „Küstenbereiche Flensburger Förde von Flensburg bis Geltinger Birk“ und zu großen Teilen des EU-Vogelschutzgebietes „Flensburger Förde“. Es ist vom Landschaftsschutzgebiet „Flensburger Förde“ umgeben. Nach Norden schließt das Naturschutzgebiet „Halbinsel Holnis“ an. Zuständige untere Naturschutzbehörde ist der Kreis Schleswig-Flensburg.
Das Naturschutzgebiet liegt nordöstlich von Glücksburg. Es beinhaltet den Pugumer See, einen Strandsee, der heute weitgehend verlandet ist. Die verlandeten Flächen sind versumpft und werden überwiegend von Bruchwald eingenommen. Im Norden des Naturschutzgebietes ist noch eine offene Wasserfläche vorhanden. Im Westen ist ein Teil des zum Glücksburger Wald gehörenden Friedeholzes in das Naturschutzgebiet einbezogen. Dieser wurde bei der Erweiterung des Naturschutzgebietes im Jahr 2017 deutlich vergrößert.
Am Pugumer See gab es seit 1992 eine Kormorankolonie. Ab 1994 suchten Seeadler das Gebiet als Nahrungsgast auf, woraufhin die Kormorane ihren Schlafplatz an den Westerwerker See verlegten. Nachdem seit 2003 Seeadler hier auch brüten, gaben die Kormorane die Kolonie am Pugumer See auf.
Das Naturschutzgebiet wird von den Schleswig-Holsteinischen Landesforsten betreut.